# Sandpoint
Sandpoint é uma cidade localizada no estado americano de Idaho, no Condado de Bonner.

## Demografia
Segundo o censo americano de 2000, a sua população era de 6835 habitantes.
Em 2006, foi estimada uma população de 8206, um aumento de 1371 (20.1%).

## Geografia
De acordo com o United States Census Bureau tem uma área de 12,3 km², dos quais 10,1 km² cobertos por terra e 2,2 km² cobertos por água. Sandpoint localiza-se a aproximadamente 645 m acima do nível do mar.

## Localidades na vizinhança
O diagrama seguinte representa as localidades num raio de 28 km ao redor de Sandpoint.